# Скотч-Плейнс (Нью-Джерсі)
Скотч-Плейнс (англ. Scotch Plains) — селище (англ. village) в США, в окрузі Юніон штату Нью-Джерсі. Населення — 24 968 осіб (2020).

## Демографія
Згідно з переписом 2010 року, у селищі мешкало 23 510 осіб у 8595 домогосподарствах у складі 6431 родини. Було 8896 помешкань
Расовий склад населення:
| - 77,4 % — білих - 11,1 % — чорних або афроамериканців - 7,7 % — азіатів - 0,1 % — корінних американців - 1,4 % — осіб інших рас |

До двох чи більше рас належало 2,3 %. Частка іспаномовних становила 6,7 % від усіх жителів.
За віковим діапазоном населення розподілялося таким чином: 25,9 % — особи молодші 18 років, 59,9 % — особи у віці 18—64 років, 14,2 % — особи у віці 65 років та старші. Медіана віку мешканця становила 40,9 року. На 100 осіб жіночої статі у селищі припадало 91,5 чоловіків;  на 100 жінок у віці від 18 років та старших — 88,3 чоловіків також старших 18 років.
Середній дохід на одне домашнє господарство  становив 148 392 долари США (медіана — 110 908), а середній дохід на одну сім'ю — 168 106 доларів (медіана — 135 714). Медіана доходів становила 86 973 долари для чоловіків та 65 365 доларів для жінок. За межею бідності перебувало 2,3 % осіб, у тому числі 2,6 % дітей у віці до 18 років та 2,7 % осіб у віці 65 років та старших.
Цивільне працевлаштоване населення становило 12 226 осіб. Основні галузі зайнятості: освіта, охорона здоров'я та соціальна допомога — 22,5 %, фінанси, страхування та нерухомість — 15,9 %, науковці, спеціалісти, менеджери — 15,8 %.